# 로스트 레코즈: 블룸 & 레이지
로스트 레코즈: 블룸 & 레이지(Lost Records: Bloom & Rage)는 돈노드 몬트리올에서 개발하고 돈노드에서 배급한 2부작 어드벤처 게임이다. 이 게임의 줄거리는 1995년 여름 동안 자아 발견의 여정을 떠나고 깨지지 않는 유대를 형성하는 네 명의 십대 소녀인 스완, 노라, 어텀, 캣에 초점을 맞춘다. 주요 줄거리와 동시에, 소녀들은 27년 후 재회하여 다시는 말을 하지 않기로 약속하게 만든 오랫동안 묻혀 있던 비밀에 직면한다.
블룸 & 레이지는 플레이스테이션 5, Windows, Xbox Series X/S로 두 부분으로 나뉘어 출시되었다. 첫 번째 부분은 2025년 2월 18일, 두 번째 부분은 4월 15일에 출시되었다. 이 게임은 출시 후 대체로 긍정적인 평가를 받았다.

## 게임 플레이
크리에이티브 디렉터 미셸 코흐에 따르면, 플레이어는 "선택과 결과로 이야기를 재구성하는 과정의 일부"로 게임 내내 서사적 결정을 내린다. 앙상블 주역 캐릭터가 등장하는 다른 많은 내러티브 기반 게임과 달리, 블룸 & 레이지는 스완이라는 한 명의 플레이 가능한 캐릭터를 가지고 있다. 코흐는 캐릭터 간의 시점 변화가 플레이어에게 "화면에서 일어나는 일로부터" 단절감을 유발할 수 있기 때문에 이러한 결정을 내렸다고 말했다.
블룸 & 레이지의 주요 게임 플레이 메커니즘은 스완의 캠코더 사용이다. 스완으로서 플레이어는 각 환경에서 다양한 대상을 자유롭게 녹화하고 "회고록"으로 편집할 수 있다.

## 줄거리

### 테이프 1: 블룸
2022년 11월, 43세의 스완 홀로웨이 (올리비아 레포레)는 밴쿠버에서 27년 동안 만나지 못한 친구들과 재회하기 위해 미시간주 벨벳 코브의 고향으로 돌아온다. 블루 스프루스 바에 도착한 그녀는 친근한 바텐더 거스 (알렉스 비스핑)와 대화한 후, 현재 애틀랜타에 거주하며 사회 복지사로 일하고 아들과 이혼한 어텀 록하트 (안드레아 카터)와 재회한다. 어텀은 1995년 여름에 그들이 만들었던 펑크 밴드 "블룸 & 레이지"로 발송된 신비한 소포를 받은 후 스완에게 연락했다고 설명한다. 그들은 함께 처음 만났던 방법과 서로 헤어지고 다시는 말을 하지 않기로 합의하게 된 사건들을 회상하기 시작한다.
1995년 7월, 16세의 스완은 그녀와 부모님이 밴쿠버로 이사하기 전에 캠코더를 사용하여 벨벳 코브에 대한 회고록을 만들고 있는 야심찬 영화 제작자이다. 그녀는 지역 비디오 대여점을 방문하여 어텀과 그녀의 가장 친한 친구 노라 말라키안 (아멜리아 사기슨)을 처음 만난다. 가게 밖에서 촬영하던 중 스완은 딜런 미카엘슨 (빅토리아 다이아몬드)과 그녀의 남자친구 코리 리치필드 (조던 도슨)에게 괴롭힘을 당하지만, 딜런의 여동생 캐서린 "캣" 미카엘슨 (나탈리 리콘티)이 도착하여 노라와 어텀과 함께 스완을 변호한다. 그들의 방해에 분노한 코리는 어텀의 열쇠를 훔쳐 던져 버린다. 네 소녀는 밤새 열쇠를 되찾기 위해 협력하고, 많은 공통점을 발견한 후 빠르게 유대감을 형성한다.
이틀 후, 노라와 어텀은 스완과 캣을 초대하여 그들의 아마추어 펑크 밴드를 위해 기타 연습을 하는 것을 보러 간다. 스완은 뮤직 비디오를 촬영할 것을 제안하고 캣은 오리지널 곡을 쓰기 시작하며 밴드의 이름을 블룸 & 레이지라고 짓는다. 소녀들은 나중에 뮤직 비디오 장면을 촬영하기 위해 숲길을 따라 하이킹한다. 전망대에서 함께 일몰을 본 후, 그들은 버려진 오두막을 발견할 때까지 어둠 속에서 길을 잃는다. 스완은 오두막에 침입하여 그곳을 밴드의 비밀 은신처로 만들기로 결정한다. 소녀들은 나중에 낮에 돌아와 오두막을 청소하고 장식한 후 다음 2주 동안 유대감을 형성하고 여름을 즐긴다. 캣은 다른 이들을 한적한 숲속 공터로 데려가 완성된 노래를 선보이며, 자신들을 괴롭혔던 모든 이들에게 저주를 선언한다. 혈맹을 맺은 후, 그들은 노래를 데뷔시키기 위한 콘서트를 개최하기로 합의한다.
2022년, 어텀이 휴대폰으로 업무에 몰두하는 동안, 스완은 거스와 바의 단골 손님인 팸 (레니 파커)과 대화하며 수년간 마을에서 일어났던 초자연적인 현상에 대해 논의한다. 노라는 곧 바에 도착하고, 현재 로스앤젤레스에 거주하며 아내와 자녀를 둔 성공적인 패션 인플루언서가 되어 스완과 어텀과 재회한다. 어텀은 신비한 소포를 열고 그들의 공유된 과거에 직면하기를 원하지만, 노라는 대신 그것을 피하고 나아가기를 원한다. 세 여성은 왜 그들이 헤어졌는지 정확히 기억하기 위해 애쓰고 어비스를 발견한 밤을 이야기한다.
1995년, 소녀들은 오두막에서 밤을 보내며 진실 또는 도전을 하지만, 다른 이들이 잠든 동안 캣은 사라진다. 스완은 그들이 혈맹을 맺었던 숲속 공터에서 그녀를 찾지만, 이제 그 중심에는 빛나는 어비스가 있다. 노라와 어텀이 합류한 후, 그들은 어비스에 무언가를 던지면 소원이 이루어질 것이라고 믿고, 각자 함께 있기를 소원한다. 다음 날, 그들은 여전히 발견의 여파로 코리가 캣을 엄격한 부모에게 데려가려고 할 때 함께 맞서고, 그들의 소원이 이루어졌다고 믿게 된다. 소녀들은 나중에 블루 스프루스 밖에서 콘서트를 개최하고, 이는 딜런과 코리를 포함한 지역 주민들을 화나게 한다. 갑자기 전기가 끊어져 콘서트가 일찍 끝나자 캣은 격분하고 코피를 심하게 흘리며 쓰러진다. 딜런은 캣이 백혈병으로 죽어가고 있다는 것을 다른 이들에게 밝힌 후 그녀와 코리는 캣을 데리고 떠난다.

### 테이프 2: 레이지
2022년, 노라와 어텀의 걱정에도 불구하고 스완은 소포를 열어 캣이 1995년에 그녀를 기억하기 위해 준비했던 자물쇠 상자를 드러낸다. 스완은 네 개의 상징이 새겨진 상자의 자물쇠를 열려고 시도하지만, 굳게 잠겨 있고, 좌절한 노라는 신경을 진정시키기 위해 밖으로 나간다. 거스와 팸이 서로에게 호감을 느끼고 있음을 깨닫게 한 후, 스완은 노라를 위로하고 그녀에게 머물도록 설득하려고 한다. 스완과 노라, 어텀의 관계가 충분히 높으면, 둘 중 하나 또는 둘 다 그녀와 함께 머물기로 동의할 것이고, 그렇지 않으면 그들은 자물쇠 상자 안에 무엇이 있는지 알지 못하도록 바를 일찍 떠날 것이다.
1995년 8월, 캣은 병원에 입원하고 스완, 노라, 어텀은 콘서트를 개최한 대가로 처벌을 받는다. 스완은 블루 스프루스 밖에서 콘서트 뒷정리를 해야 했고, 그곳에서 그녀는 딜런에게 사과한다. 딜런은 점점 더 적대적으로 변하는 코리와의 관계에 대한 의심을 고백하고 캣이 더 이상 스완과 친구들과 어울릴 수 없다고 주장한다. 외로움을 느낀 스완은 오두막으로 돌아가 어텀을 만난다. 스완은 어텀이 공황 발작을 겪은 후 그녀를 진정시키는 것을 도울 수 있으며, 성공하면 어텀은 어비스에서 영원히 친구로 남기를 소원한다. 스완은 나중에 노라를 만나고, 그들은 캣을 구출하기 위해 미카엘슨 목장으로 향한다. 코리를 몰래 지나간 후, 스완은 캣의 침실 창문으로 올라가 캣이 좌절감에 머리를 짧게 잘랐다는 것을 발견한다. 그들이 탈출하기 전에 코리가 들이닥쳐 폭력적으로 변하고, 스완은 캣과 그녀의 캠코더를 모두 남겨두고 떠나야 한다. 실패에도 불구하고 스완과 노라는 전망대에서 유성우를 관람하고, 어텀도 합류할 수 있다.
스완이 이사하기 며칠 전, 심하게 약해진 캣은 다른 이들을 어비스에서 만나자고 초대하고, 그곳에서 그녀는 내부에서 자신을 안내하는 목소리를 듣는다고 주장한다. 소녀들은 가면을 쓰고 미카엘슨 목장의 선물 가게를 파괴하는데, 이는 그녀의 횡포적인 가족에 대한 캣의 복수의 일부이다. 그들은 캣의 애완 암사슴 거티를 포함하여 목장의 갇힌 사슴들을 풀어주지만, 딜런과 코리가 도착하여 소녀들을 숲으로 도망치게 한다. 코리는 그들을 끈질기게 추격하지만, 사슴 무리에 의해 속도가 느려진다. 소녀들은 오두막에 도착하여 안에 바리케이드를 치고, 각자 문 자물쇠에 새겨진 상징을 선택한 후 조합을 외치고 함께 춤을 추어 문을 닫는다. 딜런과 코리는 곧 오두막에 도착하고, 코리는 오두막에 불을 지르고, 소녀들은 어비스로 도망친다.
코리가 어비스에 도착하자, 그는 스완의 캠코더를 안에 던지고 소녀들을 궁지에 몰아넣는다. 스완의 이전 선택에 따라, 코리가 격분하거나 캣이 어비스와의 근접성 때문에 빙의된다. 코리가 격분하면, 스완은 그를 공격하고 캣이 그를 어비스로 밀어 넣는 것을 도울 수 있다. 스완은 또한 노라와 어텀의 도움을 받아 캣을 보호하기로 선택할 수 있으며, 초자연적인 힘이 코리를 공중으로 들어 올려 어비스로 끌어들인다. 캣이 빙의되면, 스완은 그녀가 코리에게 폭력적으로 변하는 것을 막기로 선택할 수 있지만, 그는 캣을 자신과 함께 어비스로 끌고 갈 것이다. 스완은 또한 아무것도 하지 않기로 선택할 수 있으며, 딜런이 대신 캣이 코리를 어비스로 밀어 넣는 것을 도울 것이다. 모든 선택의 결과는 어비스가 닫히고 소녀들이 코리의 실종으로 기소되는 것을 피하기 위해 일어난 일을 잊고 다시는 말하지 않기로 약속하는 것이다. 그들은 눈물을 흘리며 서로에게 작별 인사를 한 후 그들의 약속을 봉인하고, 캣이 여전히 그들과 함께 있다면, 그녀는 어비스에 자신을 바치고 사라진다.
2022년, 스완과 노라, 어텀 (둘 중 하나 또는 둘 다 머물렀다면)은 마침내 기억을 되찾고, 자물쇠가 빛나 스완이 그것을 열 수 있게 한다. 자물쇠 상자 안에서 그녀는 마지막으로 서로를 본 날 캣이 쓴 편지와 함께 함께했던 시절의 다양한 기념품, 그리고 코리와 캣의 실종 포스터를 발견한다. 스완은 또한 블루 스프루스를 떠나기로 결정하기 전에 자신의 낡은 캠코더를 찾는다. 스완이 혼자이거나 노라 또는 어텀과 함께 있는지에 따라, 그녀는 오두막의 잔해에서 혼자 회상하거나, 노라와 함께 그녀의 옛집에서, 또는 어텀과 함께 버려진 비디오 대여점 밖에서 회상할 것이다. 만약 노라와 어텀 둘 다 스완과 함께 머물렀다면, 그들은 떠나기 전에 블루 스프루스에서 캣의 노래를 함께 연주하며 우정을 다시 불태운다. 모든 결과는 스완이 캠코더로 블룸 & 레이지 뮤직 비디오를 보는 것으로 끝나고, 이어서 캣이 스완에게 자신을 찾아달라고 요청하는 마지막 녹화가 나온다. 스완은 캣의 목소리에 이끌려 숲속 공터로 가서 어비스가 다시 열린 것을 발견하고 그 안으로 들어가기로 결정한다.

## 개발
2020년, 돈노드는 몬트리올 스튜디오를 설립하고 첫 프로젝트 제작을 시작했으며, 총 6개의 프로젝트가 개발 중이었고, 라이프 이즈 스트레인지와 라이프 이즈 스트레인지 2의 여러 스태프가 참여했다. 1990년대 배경의 사람 침실 티저 이미지가 공개되었다. 로스트 레코즈: 블룸 & 레이지는 2023 게임 어워드에서 발표되었다.
이 스튜디오는 2014년부터 몬트리올에 스튜디오를 설립하는 것을 고려했지만, 라이프 이즈 스트레인지 2가 완료될 때까지 그러지 않았다. 스퀘어 에닉스가 라이프 이즈 스트레인지 프랜차이즈의 배급권을 소유하고 있었기 때문에, 그들은 이 시리즈 작업을 중단하고 자체 배급할 수 있는 새로운 타이틀을 작업하기로 결정했다. 그 결과, 몬트리올 스튜디오는 2020년에 설립되어 블룸 & 레이지의 개발 및 제작을 시작했다.
이 게임은 십대뿐만 아니라 성인도 등장시키기로 결정되었다. 제작진이 프랑스인이었기 때문에, 그들은 미국 문화에 대한 지식을 위해 두 명의 미국 작가인 데지레 시프레와 니나 프리먼을 고용하여 2022년과 1995년의 캐릭터가 진정성 있게 표현되도록 했다. 코흐는 이 게임이 "더 큰 세계관의 기반"으로 작업되고 있다고 밝혔고, 프로듀서 뤽 바가두스트는 로스트 레코즈 레이블로 더 많은 게임이 나올 것이며, 블룸 & 레이지가 시리즈의 첫 번째 게임이 될 것이라고 말했다.

## 출시
로스트 레코즈: 블룸 & 레이지는 "테이프"라고 불리는 두 부분으로 출시되었다. 테이프 1은 2025년 2월 18일, 테이프 2는 4월 15일에 플레이스테이션 5, Windows, Xbox Series X/S로 출시되었다. 원래 2024년 말에 출시될 예정이었지만, 라이프 이즈 스트레인지: 더블 익스포저와의 경쟁을 피하기 위해 연기되었다. 두 번째 부분은 원래 첫 번째 부분 출시 한 달 후 출시될 예정이었지만, 경험을 개선하기 위해 4월로 연기되었다. 코흐는 팀이 "이야기의 사건들이 자리 잡을 공간을 주고, 다음엔 무엇이 일어날지 이론화하기 위해 우리를 모으는" 것을 희망한다고 말하며, 왕좌의 게임의 주간 에피소드 사이에 팬들이 많은 이론을 세웠던 상황과 비교했다. 이 게임은 출시 시점에 PlayStation Plus Extra/Premium 구독 서비스에 포함되었다.

## 평가
리뷰 애그리게이터 웹사이트인 메타크리틱에 따르면, 로스트 레코즈: 블룸 & 레이지는 비평가들로부터 "대체로 호의적인" 평가를 받았다. 단, 테이프 2의 플레이스테이션 5 버전은 "복합적이거나 평균적인" 평가를 받았다. 오픈크리틱은 비평가의 73%가 이 게임을 추천한다고 판단했다.